# Douglas XB-19 Hemisphere
Il Douglas XB-19 era un bombardiere strategico quadrimotore ad ala bassa realizzato dall'azienda statunitense Douglas Aircraft Company negli anni quaranta e rimasto allo stadio di prototipo.
Detiene il primato di essere stato il più grande bombardiere prodotto per l'United States Army Air Corps fino al 1946. Gli venne originariamente data la designazione XBLR-2 (dove XBLR- sta per Experimental Bomber, Long Range - Bombardiere sperimentale a lungo raggio).

## Storia
Lo scopo dell'XB-19 era quello di testare le caratteristiche di volo di bombardieri giganti. La Douglas avrebbe voluto cancellare il progetto, ritenuto troppo costoso. Tuttavia, sebbene la tecnologia avesse reso l'XB-19 obsoleto ancora prima che fosse completato, la USAAC decise che il prototipo sarebbe stato utile per i test. La sua costruzione durò tanto che la gara a cui parteciparono l'YB-35 e l'XB-36 si tenne due mesi prima del volo inaugurale dell'XB-19.
Il primo volo si tenne il 28 giugno 1941, più di tre anni dopo della firma del contratto di costruzione. Nel 1943  i motori originali (dei Wright R-3350) furono cambiati con gli Allison V-3420-11.

### Impiego operativo
Finiti i test, l'XB-19 fu utilizzato nel ruolo di aereo da trasporto fino al termine della sua vita operativa, nel 1949, anno in cui venne ritirato dal servizio.

## Versioni
XB-19
versione originale equipaggiata con 4 motori radiali Wright R-3350-5 da 2 000 hp.
XB-19A
XB-19 rimotorizzato con gli X24 Allison V-3420-11 da 2 600 hp

## Utilizzatori
Stati Uniti
- United States Army Air Corps
- United States Army Air Forces
- United States Air Force

## Esemplari attualmente esistenti
L'appena costituita USAF aveva un programma per salvare l'XB-19 per eventuali mostre, ma nel 1949 l'aviazione non aveva ancora finito il suo piano di salvataggio di aerei storici e il Museo dell'Aviazione non era ancora stato costruito. Così nel 1949 l'XB-19 fu distrutto, ma una delle sue enormi ruote fu messa in mostra per molti anni al National Museum of the United States Air Force a Dayton (Ohio).

## Velivoli comparabili
Stati Uniti
- Boeing XB-15
- Boeing Y1B-20
- Convair B-36